# Kevyson
Kevyson Costa e Silva dit Kevyson, né le 29 mars 2004 à Leopoldina au Brésil, est un footballeur brésilien qui joue au poste d'arrière gauche au Santos FC.

## Biographie

### En club
Né à Leopoldina au Brésil, Kevyson est formé par l'Athletico Paranaense avant de rejoindre le Santos FC en mars 2022, intégrant dans un premier temps l'équipe U20 du club. 
Le 2 septembre 2022, Kevyson prolonge son contrat avec le Santos FC, étant désormais lié au club jusqu'en décembre 2026,.
Il joue son premier match en professionnel avec ce club lors d'une rencontre de Copa Sudamericana face au Club Blooming, le 30 juin 2023. Il est titularisé et les deux équipes se neutralisent (0-0 score final),. Le 2 juillet 2023, Kevyson fait sa première apparition en première division brésilienne, contre le Cuiabá EC. Il entre en jeu et son équipe est battue par trois buts à zéro,.